# She Moved Through the Fair
She Moved Through the Fair est une chanson traditionnelle irlandaise. Elle existe également sous le titre Our Wedding Day.
Le narrateur est un jeune homme dont la fiancée est morte. La dernière fois qu'il l'a vue en vie, elle lui a promis que le jour de leur mariage viendrait bientôt avant de s'éloigner. Dans le dernier couplet, elle revient à lui sous la forme d'un fantôme et lui répète sa promesse.

## Histoire
She Moved Through the Fair figure dans le premier volume du recueil Irish Country Songs, paru en 1909. Les paroles y sont créditées au poète Padraic Colum et l'arrangement au musicologue Herbert Hughes. Elle a été reprise par de nombreux artistes, en particulier à partir du renouveau folk des années 1950-1960. Certaines interprètes féminines l'adaptent en He Moved Through the Fair, alors que d'autres conservent les paroles originales. La chanson Belfast Child de Simple Minds, no 1 au Royaume-Uni en 1989, en reprend la mélodie avec de nouvelles paroles.

## Quelques interprètes
- John McCormack
- Margaret Barry (en)
- Pete Seeger sur l'album Love Songs for Friends and Foes (1956)
- Davey Graham sur l'EP From a London Hootenanny (1963)
- Odetta sur l'album One Grain of Sand (1963)
- Marianne Faithfull sur l'album North Country Maid (1966), puis sur l'album en concert Blazing Away (1990)
- Fairport Convention sur l'album What We Did on Our Holidays (1969)
- Alan Stivell sur l'album Chemins de terre (1973)
- Nana Mouskouri sur l'album Songs of the British Isles (1976)
- Art Garfunkel sur l'album Watermark (1977)
- Loreena McKennitt sur l'album Elemental (1985), puis sur l'EP en concert Live in San Francisco (1994)
- All About Eve sur l'album All About Eve (1988)
- Van Morrison et The Chieftains sur l'album Irish Heartbeat (1988)
- Feargal Sharkey sur l'album Songs from the Mardi Gras (1991)
- Sinéad O'Connor et The Chieftains sur l'album The Long Black Veil (1995)
- Boyzone sur l'album A Different Beat (1996)
- Mike Oldfield sur l'album Voyager (1996)
- Maggie Reilly sur l'album Elena (1996)
- Wayne Shorter sur l'album Alegría (2003)
- Natasha Jenkins et The Royal Scots Dragoon Guards sur l'album Parallel Tracks (2003)
- Hayley Westenra sur l'album Odyssey (2004)
- Cécile Corbel sur l'album Songbook Vol. 1 (2006)
- Sharon Corr sur l'album Dream Of You (2010)
- Josh Groban sur l'album All That Echoes (2013)
- Peter Hollens sur son album éponyme (sortie prévue fin octobre 2014)
- The Insects feat. Elisabeth Fraser - musique de "The Living and the Dead" BBC (2016)